# Laosuchus naga
Laosuchus è un genere estinto di tetrapodi, appartenente ai croniosuchi. Visse tra il Permiano superiore e il Triassico inferiore (circa 252 - 249 milioni di anni fa) e i suoi resti fossili sono stati ritrovati in Laos e in Cina.

## Descrizione
Questo animale è noto per un cranio con mandibole in ottimo stato di conservazione, lungo circa 26 centimetri. Il cranio era lungo e basso, di aspetto simile a quello dei coccodrilli: il muso era allungato e vi erano numerosi denti molto aguzzi lungo i margini delle mascelle. Una scansione del fossile del cranio di questo animale ha rivelato la struttura interna: erano presenti canali stretti e bassi nelle ossa di fronte agli occhi, identificati come componenti interni del sistema della linea laterale. Strutture interne più complesse e diramate sono state ritrovate verso la punta del muso e della mandibola; queste strutture potrebbero essere stati canali neurovascolari, che negli animali odierni possono essere usati per captare il calore (termoricezione) o cambi di pressione (meccanoricezione). Si suppone che Laosuchus, come tutti i croniosuchi, fosse dotato di un corpo ricoperto da file di piastre ossee a protezione del dorso e della coda.

## Classificazione
La specie tipo Laosuchus naga venne descritta per la prima volta nel 2018, sulla base di fossili ritrovati in Asia sudorientale (Laos), in terreni risalenti al passaggio fra Permiano e Triassico. Nel 2021 vennero descritti altri fossili ritrovati in Cina, in terreni risalenti alla fine del Permiano, e vennero attribuiti a una nuova specie: Laosuchus hun.
Numerose caratteristiche di Laouschus lo identificano come un membro dei croniosuchi, un gruppo di enigmatici tetrapodi dall'aspetto affine a quello dei coccodrilli, forse rappresentanti dei rettiliomorfi. Secondo gli autori della prima descrizione, le caratteristiche uniche di Laosuchus non permettono di classificarlo né tra i Chroniosuchidae né tra i Bystrowianidae, le due famiglie note di questo gruppo. Lo studio del 2021, invece, indica Laosuchus come un membro dei Chroniosuchidae.

## Paleoecologia
Gli studiosi autori della prima descrizione hanno ipotizzato che il sistema di linea laterale di Laosuchus fosse utile all'animale per riconoscere un movimento nell'acqua delle possibili prede (in modo simile a i pesci predatori) mentre il sistema neurovascolare poteva essere utile per riconoscere increspature superficiali dell'acqua causate dalle prede (come nei moderni coccodrilli).